# FC Lokomotiv Djalalabad
Maillots
Le Futbal Klubu Lokomotiv Djalalabad (en kirghize : футбол клубу Алай Ош), plus couramment abrégé en Lokomotiv Djalalabad, est un club kirghiz de football fondé en 1969 et basé dans la ville de Djalalabad, dans l'ouest du pays.

## Historique
Fondé à Djalalabad en 1969 sous le nom de FK Stroitel Djalalabad, le club est l'un des douze membres fondateurs du championnat national mis en place en 1992.
Le club ne compte aucun titre national à son palmarès. Sa meilleure performance est une finale de Coupe du Kirghizistan en 2007 alors qu'en championnat, il n'a pas fait mieux qu'une quatrième place, obtenue la même année.

## Noms successifs
- 1969 : FK Stroitel Djalalabad
- 1990 : FC Khimik Djalalabad
- 1992 : FC Kokart Djalalabad
- 1996 : FC Djalalabad
- 1997 : FC Dinamo Djalalabad
- 1998 : FC Djalalabad
- 1999 : FC Dinamo Djalalabad
- 2000 : FC Dinamo-KPK Djalalabad
- 2002 : FC Djalalabad
- 2003 : FC Doma Ata Djalalabad
- 2005 : FC Asyl Djalalabad
- 2007 : FC Lokomotiv Djalalabad
- 2008 : FC Kambar-Ata Djalalabad
- 2009 : FC Kokart-95 Djalalabad
- 2012 : FC Asyl Djalalabad
- 2017 : FC Djalalabad
- 2018 : FC Lokomotiv Djalalabad

## Palmarès
| Compétitions nationales                       | Compétitions soviétiques                                                                                                   |
| --------------------------------------------- | --- |
| - Coupe du Kirghizistan : - Finaliste : 2007. | - Championnat de la RSS du Kirghizistan (1) - Champion : 1976. - Coupe de la RSS du Kirghizistan (1) : - Vainqueur : 1972. |